# The Elder Scrolls IV: Oblivion Remastered
The Elder Scrolls IV: Oblivion Remastered — компьютерная игра в жанре action/RPG, разработанная студиями Virtuos и Bethesda Game Studios, изданная Bethesda Softworks. Является ремастером игры 2006 года The Elder Scrolls IV: Oblivion. Она была анонсирована и выпущена 22 апреля 2025 года для Windows, PlayStation 5 и Xbox Series X/S.

## Игровой процесс
Игра сохранила оригинальную структуру открытого мира и основные игровые механики, включая сражения в реальном времени, развитие персонажа на основе навыков, повышение уровня и задания, связанные с различными фракциями. Ремастер включает полную графическую переработку с использованием современных технологий рендеринга, поддержкой трассировки лучей, обновлённых текстур и моделей. Поведение неигровых персонажей было улучшено за счёт обновлённого искусственного интеллекта, а их анимации переработаны. Пользовательский интерфейс и схемы управления адаптированы под возможности актуального аппаратного обеспечения. Аудио также подверглось улучшениям: были перезаписаны звуки окружения, добавлены пространственные аудиоэффекты и частично обновлена озвучка.
Ремастер включает весь загружаемый контент для оригинальной версии игры, в том числе дополнения Knights of the Nine и Shivering Isles. В Deluxe-издание ремастера также входят новые наборы оружия и брони Акатоша и Мерунеса Дагона.

## Сюжет
Действие разворачивается в провинции Сиродил, где главный герой оказывается втянутым в конфликт, связанный с вторжением из даэдрического измерения Обливион после убийства императора Уриэля Септима VII.

## Разработка
Ремастер был разработан в сотрудничестве между парижской студией Virtuos и Bethesda Game Studios. Игра использует два игровых движка: оригинальный Gamebryo для обработки игровой логики, и Unreal Engine 5 для рендера графики.

### Анонс и выпуск
Впервые информация о разработке ремастера Oblivion появилась в сети в 2023 году, когда в ходе судебного разбирательства между Федеральной торговой комиссией и корпорацией Microsoft были опубликованы внутренние документы ZeniMax 2020 года. Согласно этим документам, выпуск неанонсированного на тот момент ремастера Oblivion был запланирован на 2022 финансовый год. Однако, поскольку документы были составлены до приобретения ZeniMax корпорацией Microsoft, оставалось неясным, сохраняются ли эти планы в актуальном виде.
В апреле 2025 года пользователи Reddit обнаружили в коде официального сайта студии Virtuos промоматериалы будущего ремастера: кадры из трейлера, обложки, информацию о Deluxe-издании и сравнительные изображения графики. 21 апреля 2025 года Bethesda объявила о презентации ремастера, назначенной на 22 апреля. Игра вышла в день официального анонса — 22 апреля 2025 года — на платформах Windows, Xbox Series X/S и PlayStation 5.

## Отзывы критиков
| Сводный рейтинг       | Сводный рейтинг                        |
| Агрегатор             | Оценка                                 |
| --------------------- | -------------------------------------- |
| Metacritic            | (PC) 81/100 (PS5) 82/100 (XBXS) 83/100 |
| Иноязычные издания    |                                        |
| Издание               | Оценка                                 |
| GameSpot              | 8/10                                   |
| Hardcore Gamer        | 4,5/5                                  |
| IGN                   | 8/10                                   |
| Jeuxvideo.com         | 15/20                                  |
| PC Gamer (US)         | 84/100                                 |
| Push Square           | [ 24 ]                                 |
| VG247                 | [ 25 ]                                 |
| Video Games Chronicle | [ 26 ]                                 |
| Русскоязычные издания |                                        |
| Издание               | Оценка                                 |
| 3DNews                | 8/10                                   |

The Elder Scrolls IV: Oblivion Remastered получила преимущественно положительные отзывы критиков по данным сайта агрегатора рецензий Metacritic.
Джейк Деккер из GameSpot похвалил визуальное оформление, назвав его «новым стандартом для ролевых игр Bethesda», а также отметил качественные модели персонажей и работу с оригинальными элементами игрового процесса. Кроме того, он положительно оценил обновлённую систему прокачки, однако счёл боевую механику «по-прежнему грубоватой» и указал на незначительные проблемы с производительностью.
25 апреля 2025 года Bethesda заявила, что в ремастер Oblivion сыграло более 4 миллионов человек. В первую неделю мая 2025 года игра заняла третье место в списке самых продаваемых игр года по количеству проданных копий, без учёта загрузок по подписке, например через Xbox Game Pass.